# كيد النساء (فلم 1999)
كيد النساء هو فيلم كوميدي مغربي صدر سنة 1999، من إخراج فريدة بليزيد، وبطولة كل من رشيد الوالي، وسامية أقريو، وغيرهم.

## القصة
الفيلم مستوحى من قصة شعبية تدور أحداثها التاريخية في إحدى فترات المغرب العريقة، و تحكي قصة سلطان يسعى للظفر بقلب إحدى الشابات الجميلات التي تسكن بجانب قصره، فيحاول كل منهما التذاكي على الآخر، لتصبح منافسة لتحديد الأكثر دهاء، هل الرجل أم المرأة.

## طاقم التمثيل
- رشيد الوالي[4]
- سامية أقريو.[5]
- حمادي عمور.[6]
- فاطمة بنزيدان[7]
- أمينة العلوي[8]
- أمينة رشيد.[9]

## الموضوع
ركز الفيلم على الموروث الحكائي المغربي، وطرح قضية المرأة من خلاله، حيث جعل الحكاية مرجعا أساسيا لطرح قضية المرأة

## قيل حول الفيلم
”يعبر الفيلم عن الصراع الأزلي بين الرجل والمرأة والذي انتهى فيها بالتصالح بين الجنسين، وهي إشارة ذكية إلى تبني هذه الخاتمة وتطبيقها على الوضع الذي يعيشه كل من الرجل والمرأة في المجتمع العربي الحالي وضمنه طبعا المجتمع المغربي. هكذا وظفت السينما المغربية الأسطورة باعتبارها تشكل متخيلا شعبيا بامتياز وجعلت منه وسيلة للتعبير عن قضايا العصر إذ إن الأسطورة تظل، كما يقول رولان بارت، معبرة عن اللانهائي: الماضي والحاضر والمستقبل ... وعلى هذا الأساس، يدعو «كيد النساء» إلى العودة إلى الموروث الحكائي الشعبي واستخلاص العبر منه والعمل على تكييف هذا الموروث مع احتياجات الوقت الراهن، حيث يجب الانطلاق من منطلقات التفاهم والتوافق حين يتعلق الأمر بمعالجة الصراع بين الرجل والمرأة. وفي الأخير، نخلص إلى أن «كيد النساء» قام، على نحو فيلم «قنديشة» لجيروم كوهن اوليفار، ب”إعادة إنتاج القصة القديمة وزرعها في الحاضر وإحياء جذور حكايتها في واقع اليوم، كرمز من رموز تجاوز القهر وتحدي سلطة الرجل“. _ نورالدين محقق

## روابط خارجية
- مقالات تستعمل روابط فنية بلا صلة مع ويكي بيانات
- كيد النساء على كاروهات
- صفحة الفيلم على موقع africultures
- الفيلم على موقع africine